# Streptocephalus annanarivensis
Streptocephalus annanarivensis är en kräftdjursart som beskrevs av Thiele 1907. Streptocephalus annanarivensis ingår i släktet Streptocephalus och familjen Streptocephalidae. Inga underarter finns listade i Catalogue of Life.